# 靜脈腎盂造影
靜脈腎盂造影（英文或）是一種特殊的X光檢查，用來檢查泌尿系統（如腎臟、輸尿管、膀胱等）有無異常，包括結石、腫瘤、阻塞或各種畸形。

## 檢查方法

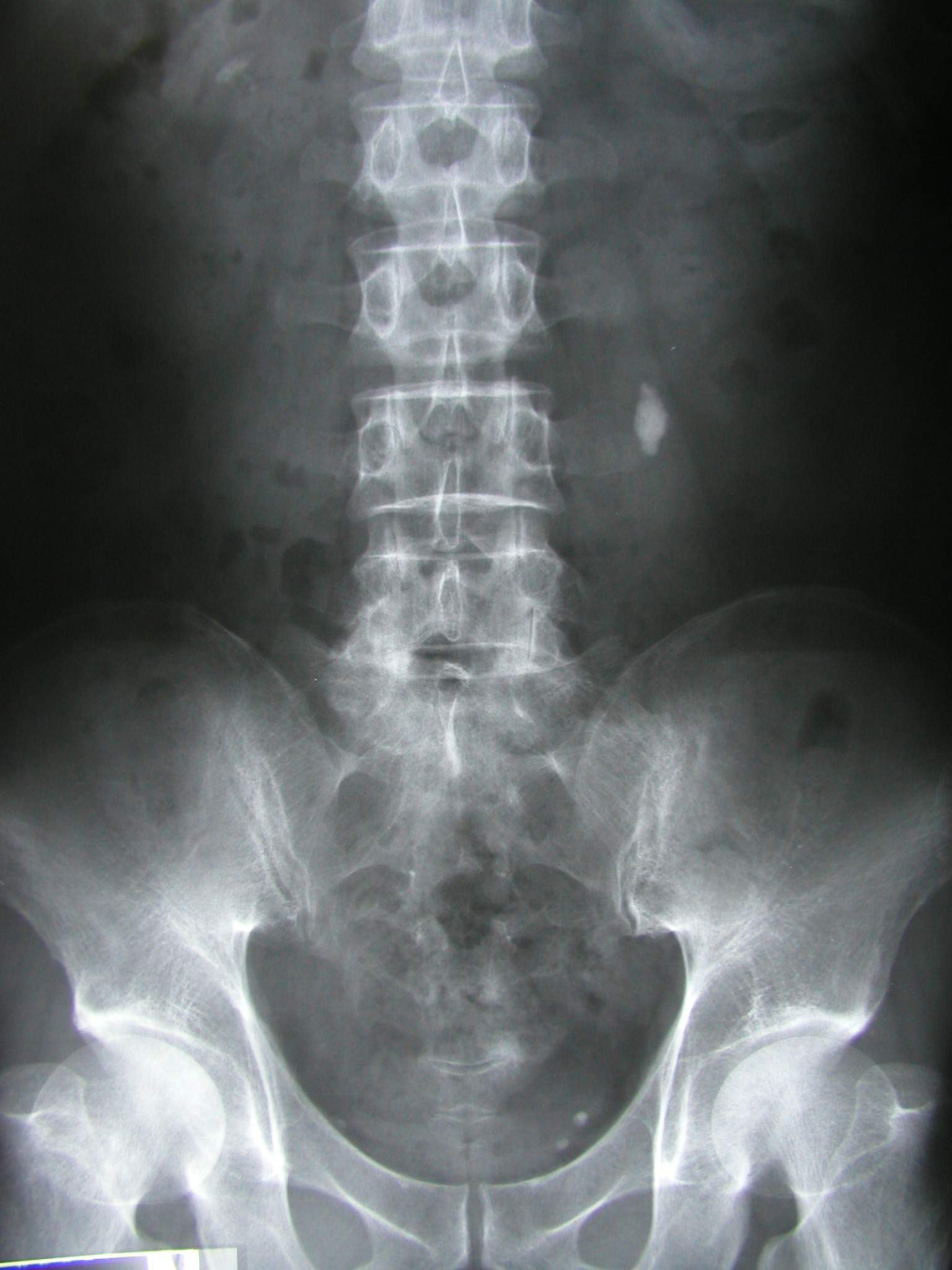
腹部X光發現左側輸尿管結石。（醫師看片時，是假想患者面對看片者，所以照片右方其實是患者的左側）

患者平躺，先照一張腹部X光，然後從靜脈（全身任一部位皆可，大多從手臂靜脈）注入造影劑。腎臟會將流動在血液中的造影劑排出來，先到腎盂，和尿液混在一起，經輸尿管進入膀胱。放射技師會在不同的時間照相，隨著造影劑在泌尿系統中流動，它所經過的器官依次顯影出來。典型的靜脈攝影包含至少4-5張X光片：
- 顯影前（等於普通腹部X光片（KUB））：可以呈現脊椎、骨盆、小腸、大腸、腎臟、膀胱等構造。
- 打藥後5分鐘：兩側腎臟開始顯影。為了使造影劑停留在腎盂，通常會用束腹帶將患者腰部壓住。
- 打藥後10-15分鐘：束腹帶解開，呈現兩側的輸尿管。
- 打藥後30分鐘：膀胱充滿造影劑和尿液。
- 排尿後：可得知膀胱排尿是否完全排盡。

藉著比較兩側腎臟顯影的速度，可以知道個別腎臟的功能有沒有問題；腎功能不佳時，排泄的速度會變慢。泌尿系統如果有畸形（例如某些人的兩側腎臟下端相連，稱為馬蹄腎，是一種先天性的畸形）或者阻塞（可以是結石、腫瘤、外來壓迫或狹窄所致）大多能顯現出來。
靜脈腎盂造影也有一些缺點和限制：

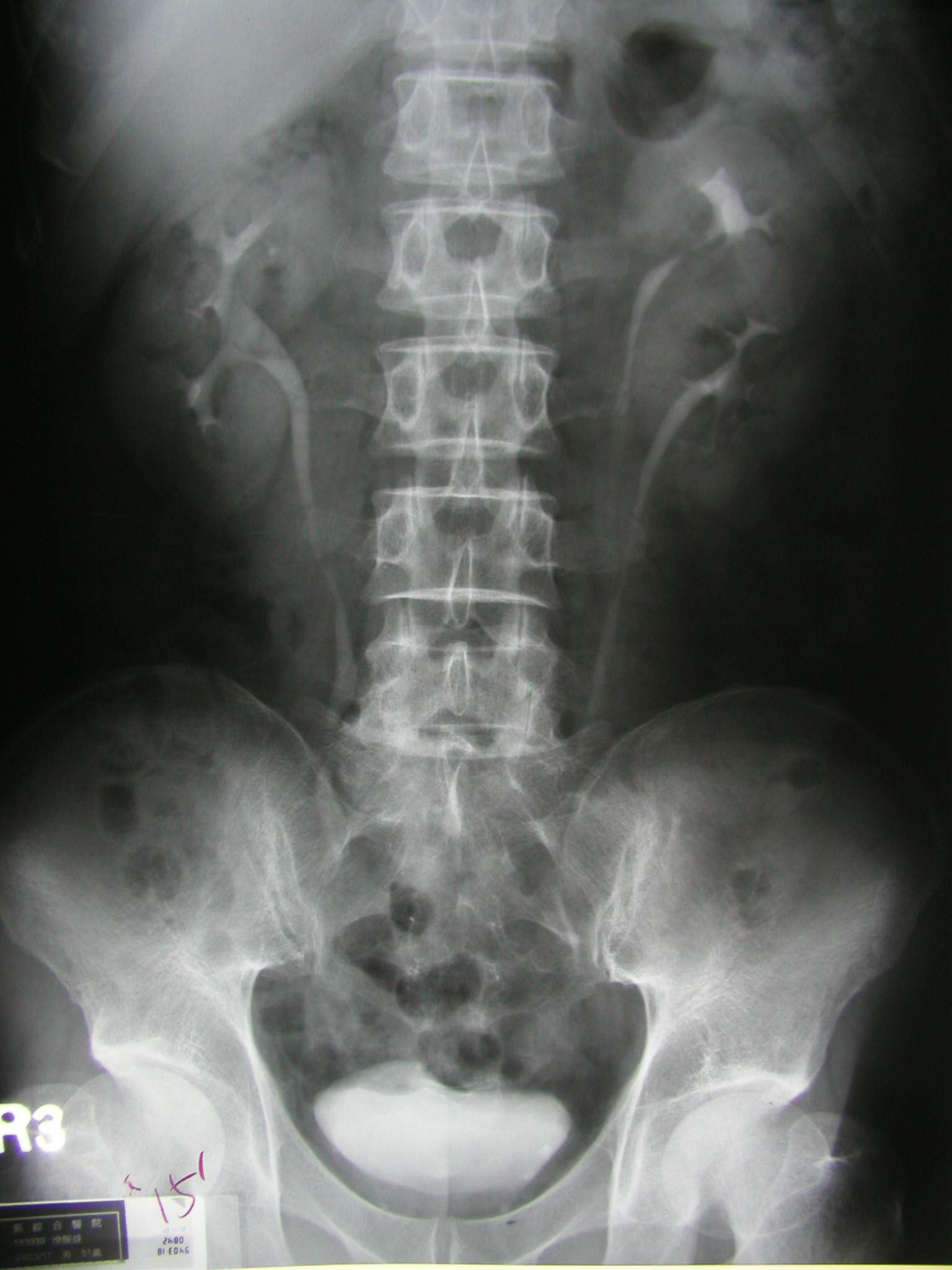
IVP 15分鐘，可見左側兩條輸尿管，屬於一種先天畸形。下方可見到膀胱已充滿造影劑；標示R的一側代表患者的右邊。

- 腎功能太差者，無法將造影劑排出，結果患側腎臟無法顯影。
- 對造影劑過敏者不能使用。

## 特殊狀況
- 孕婦：為了減少放射線對胎兒影響的疑慮，懷孕前三個月的婦女除非必要，醫師會盡可能避免使用X光檢查。這段期間可利用超音波檢查腎臟，但無法完全取代IVP。懷孕三個月以上者，照X光應屬安全，但仍應盡量減少胎兒所承受的輻射量，可以只照打藥前和打藥後，共兩張片。而且孕婦腹部不能重壓，所以不用束腹帶，而照片的畫質當然也就不如一般正規的IVP。
- 腎功能不全：血中肌酐酸值大於2 mg/dl時，表示腎臟清除廢物的效率不佳，如果打了造影劑恐怕無法顯影。
- 造影劑過敏：傳統注射用造影劑大多含碘，遇水游離，每四萬人約有一人會發生嚴重過敏反應，包括蕁蔴疹、呼吸困難、休克、腎衰竭等。另有一種非游離性造影劑，過敏反應較少發生。

## 替代方案
- 超音波檢查，用於偵測腎臟的結石、積水或其他病變相當有用，無放射性，但無法穿透骨骼和空氣，所以無法檢查輸尿管的大部分（被骨頭或腸道內的空氣遮蔽）。
- 無顯影電腦斷層掃瞄（Non-contrast CT）：能讓醫師知道內部器官的構造而不需注射造影劑，較無侵入性，但無法得知個別腎功能的變化，而且費用比IVP高。
- 逆行性腎盂造影（R-P, retrograde pyelography）：用膀胱鏡插入導管，經輸尿管到腎盂，再注入造影劑。優點：造影劑不需靠腎臟排泄，無過敏之風險。缺點：做膀胱鏡大多使用局部麻醉，有些許不舒服。
- 順行性腎盂造影（A-P, antegrade pyelography）：從腰部穿針進入腎盂，再注入造影劑。優點：造影劑不需靠腎臟排泄，無過敏之風險。缺點：針穿入腎臟，患者較容易緊張。

## 外部連結
- eMedicine
- http://www.nlm.nih.gov/medlineplus/ency/article/003782.htm （页面存档备份，存于）
- RadiologyInfo: IVP （页面存档备份，存于）
- Cardiovascular and Interventional Radiological Society of Europe （页面存档备份，存于）
- RCR guidlines

Template:Urologic surgical and other procedures